# Cathédrale Sainte-Marie de Kampala
Cette  cathédrale n’est pas la seule cathédrale Sainte-Marie.
La cathédrale Sainte-Marie (en anglais : St. Mary's Cathedral), plus communément appelée cathédrale de Rubaga, d'après le quartier et la colline où  elle a été construite, est la cathédrale catholique de Kampala, capitale de l'Ouganda. C'est le siège de l'archidiocèse de Kampala. Elle se trouve à trois kilomètres du centre-ville.

## Historique

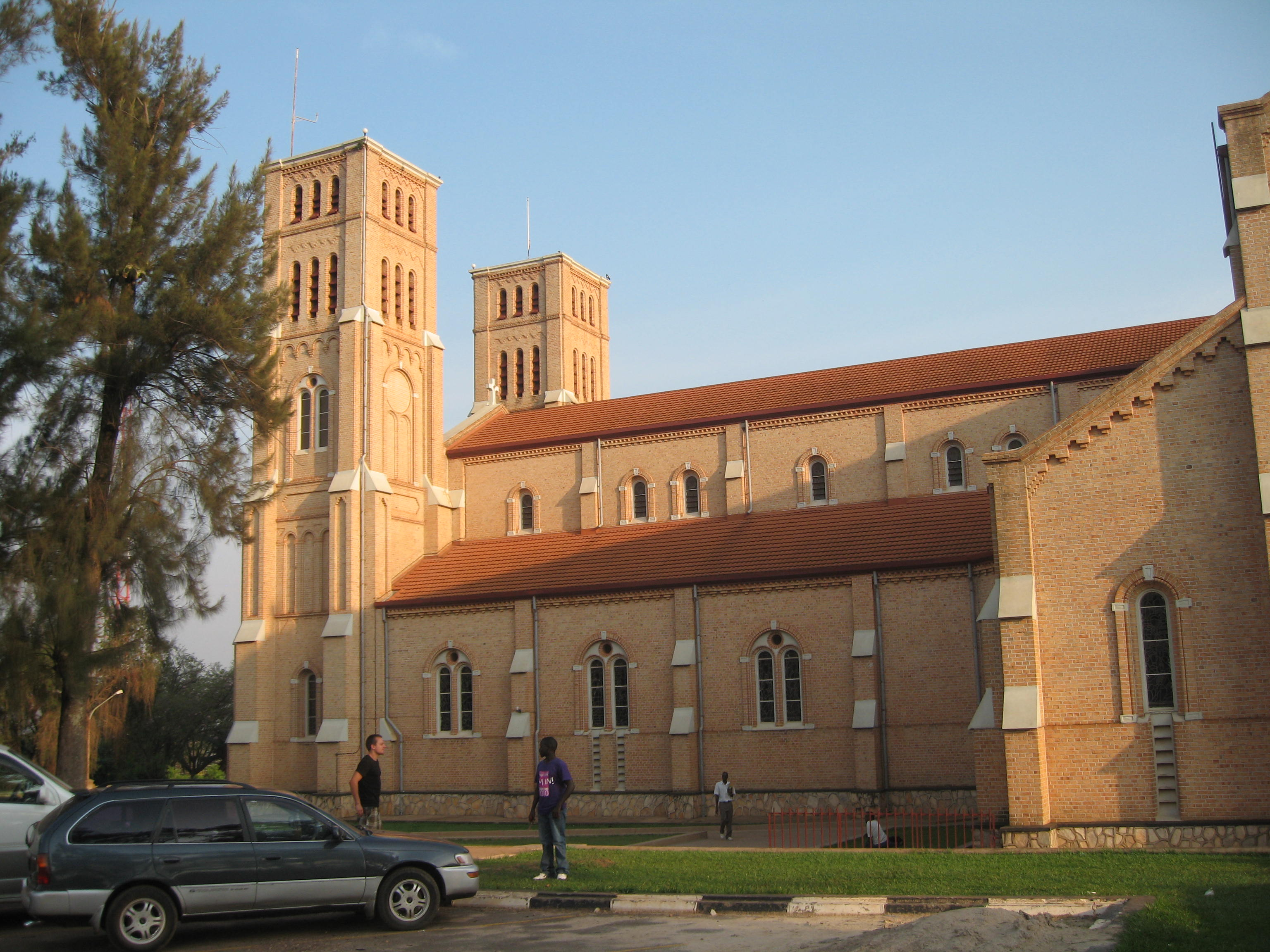
Vue de côté.

Les Pères blancs français à la suite du père Simon Lourdel se voient attribuer en 1889 par le roi local bougandais un vaste terrain sur la colline de Rubaga pour y installer leur mission en compensation du martyre des pages catholiques et de la persécution qui s'ensuivit. Le terrain est reçu par Mgr Hirth. Ensuite les Pères blancs, dont le père Antonin Guillermain, sont chassés par les Anglais en 1892 et le vicaire apostolique, Mgr Hirth, doit s'enfuir de l'autre côté du lac Victoria. Les Pères blancs reviennent plus tard, sans leur vicaire apostolique. C'est en 1914 que le vicaire apostolique Mgr Streicher décide de la construction d'une grande église néo-romane pour remplacer l'ancienne église de la mission. Elle domine de ses hautes tours jumelles tous les environs, mais elle n'est terminée qu'en 1925. Elle est consacrée le 31 décembre 1925. Juste à côté se trouvent d'autres bâtiments de l'ancienne mission, hôpital, école, école d'infirmières, cimetière catholique, etc., ainsi que l'archevêché.
Le pape Paul VI s'y est rendu le 2 août 1969, et le pape Jean-Paul II le 9 février 1993. L'intérieur est richement décoré de mosaïques.